# حد روش

عند الاقتراب من الجرم الآخر يتشوه شكل الجرم السماوي تحت تأثير قوى المد والجزر بينهما.

داخل حد روش لا يستطيع الجرم السماوي تحمل قوى المد والجزر الواقع تحت تأثيرها ويتفكك.

تكون سرعة الحبيبات القريبة من الجرم الآخر أكبر من سرعة الأجزاء البعيدة (انظر الأسهم الحمراء مختلفة الطول).

وبعد فترة ما يحدث دوران الحبيبات في أفلاك مختلفة حسب سرعاتها (دوران تفاضلي).

حد روش في الفلك (بالإنجليزية:Roche limit) أو نصف قطر روش هو المسافة التي يتماسك فيها جرم سماوي بفعل جاذبيته ويتحلل إذا أثرت عليه قوى المد ناشئة عن اقتراب جرم سماوي آخر لا يستطيع مقاومتها.
في داخل حد روش يتشوه الشكل الكروي للجرم السماوي بسبب شدة تجاذب جزئه المواجه للجرم السماوي الأخر عن شدتها بالنسبة لجزئه البعيد عن الجرم السماوي الآخر (قوى المد والجزر) ، وقد يتفتت وتدور حبيبات المادة في أفلاك حول الجرم السماوي الآخر. بينما خارج ذلك الحد فهي تميل إلى أن تتحد بعضا البعض، حيث تكون قوى التجاذب بينها أقوى من تأثير قوى الشد عليها من الجرم الآخر. ويرجع اسم حد روش إلى العالم الفرنسي «إدوارد روش» الذي حسب ذلك الحد لأول مرة نظريا عام 1848.

وينطبق حد روش على الأقمار الصناعية التي تنهار بسبب قوى المد المؤثرة عليها من الجرم الذي تدور حوله.
ويمكن لبعض التوابع الصناعية والطبيعية الدوران والبقاء داخل حد روش حيث تربطهم بالجرم الرئيسي قوى أخرى غير الجاذبية. ومثال على ذلك قمر المشتري المسمى ميتيس (قمر)، وكذلك قمر زحل المسمى بان (قمر) يعتبران نموذجان لتلك التوابع التي تتماسك كتلتها بوساطة مقاومة المد الكبيرة التي تتحلى بها. وفي أحوال قصوي فقد تفقد بعض الأجسام الموجودة على أسطح التوابع استقراها عليه وتنفصل إلى الفضاء بفعل قوى المد. أما جرم أقل تماسكا مثل شهاب فقد ينقسم عند مروره بالقرب من جرم سماوي كبير داخل حد روش.
وبما أن قوى المد تتغلب على قوى الجاذبية داخل حد روش فلا يمكن لتابع كبير أن يضم إليه حبيبات أو أجسام أصغر داخل حد روش. وفي الواقع فإن جميع أفلاك الكواكب تكون موجودة داخل حد روش، ماعدا دائرة E-Ring حول المشتري ودائرة فوبيس التابع لزحل فهما شواذ لتلك القاعدة. وقد يكونا هاذان الاثنان بقايا الكواكب الابتدائية لتلك الكواكب.

## أمثلة
الجدول التالي يعرض متوسط الكثافة ونصف قطر الاستواء لبعض أجرام النظام الشمسي.
| الرئيسي | الكثافة (kg/m3) | نصف القطر (m) |
| ------- | --------------- | ------------- |
| الشمس   | 1,408           | 696,000,000   |
| الأرض   | 5,513           | 6,378,137     |
| القمر   | 3,346           | 1,737,100     |
| المشتري | 1,326           | 71,493,000    |
| زحل     | 687             | 60,267,000    |
| أورانوس | 1,318           | 25,557,000    |
| نبتون   | 1,638           | 24,766,000    |

معادلات حد روش تربط بين أقل نصف قطر مداري مستقر ونسبة كثافة الجرمين ونصف قطر الجسم الرئيس. بالتالي، استنادا للبيانات أعلاه، يمكن حساب حد روش لهذه الأجرام. لقد تم حساب هذا بصورة مضاعفة لكل واحد، بفرض حالات الصلابة والميوعة. تم أخذ متوسط الكثافة للمذنبات بحدود 500 kg/m³.
الجدول التالي يعطينا حد روش بوحدات الكيلومتر وفي نصف القطر الرئيس.
| الجسم | القمر      | حد روش (صلب) | حد روش (صلب) | حد روش (مائع) | حد روش (مائع) | متوسط نصف قطر المدار (km) |
| الجسم | القمر      | المسافة (km) | R            | المسافة (km)  | R             | متوسط نصف قطر المدار (km) |
| ----- | ---------- | ------------ | ------------ | ------------- | ------------- | ------------------------- |
| الأرض | القمر      | 9,492        | 1.49         | 18,381        | 2.88          | 384,399                   |
| الارض | مذنب متوسط | 17,887       | 2.80         | 34,638        | 5.43          | N/A                       |
| الشمس | الأرض      | 556,397      | 0.80         | 1,077,467     | 1.55          | 149,597,890               |
| الشمس | المشتري    | 894,677      | 1.29         | 1,732,549     | 2.49          | 778,412,010               |
| الشمس | القمر      | 657,161      | 0.94         | 1,272,598     | 1.83          | 149,597,890 Approx        |
| الشمس | مذنب متوسط | 1,238,390    | 1.78         | 2,398,152     | 3.45          | N/A                       |

من الواضح أن هذه الأجسام هي خارج حد روش الخاص بها بعوامل مختلفة، من 21 للقمر (حد روش الخاص به كمائع) كجزء من منظومة الأرض والقمر، حتى الآلاف لحالة الأرض والمشتري.

## اشتقاق الصيغة
تعتمد المسافة الحدية التي يمكن للأقمار الاقتراب منها دون الانهيار على صلابة الأقمار. يمكن لقمر صلب أن يحافظ على شكله حتى تعمل قوى المد والجزر على تمزيقه.

### حسابات الأقمار الصلبة
يمكن اعتبار أقمار كروية على سبيل التبسيط والتقريب هنا. حد روش لقمر كروي صلب هو المسافة، {\displaystyle d}، من الرئيسي حيث تكون قوة الجاذبية المؤثرة على كتلة اختبارية واقعة على سطح الجسم مساوية إلى قوة المد والجزر التي تسحب الكتلة بعيدا عن سطح الجسم:
{\displaystyle d=1.26\;R_{M}\left({\frac {\rho _{M}}{\rho _{m}}}\right)^{\frac {1}{3}}}
حيث {\displaystyle R_{M}} هو نصف قطر الرئيسي، {\displaystyle \rho _{M}} تمثل كثافة الرئيسي، و{\displaystyle \rho _{m}} كثافة القمر. يمكن كتابة هذا بصورة أخرى كما يلي
{\displaystyle d=1.26\;R_{m}\left({\frac {M_{M}}{M_{m}}}\right)^{\frac {1}{3}}}
حيث {\displaystyle R_{m}} نصف قطر الثانوي، {\displaystyle M_{M}} كتلة الرئيسيي، و{\displaystyle M_{m}} كتلة الثانوي.

اشتقاق حد روش

يمكن اشتقاق الصيغة السابقة من علاقات قوى المدر والجزر، بافتراض كتلة صغيرة {\displaystyle u} موجودة على سطح القمر الأقرب للرئيسي. ستكون هناك قوتان مؤثرتان على هذه الكتلة: قوة الجاذبية التي تسحبها باتجاه مركز القمر، وقوة الجاذبية التي تسحبها باتجاه الرئيسي. بافتراض أن القمر بحالة سقوط حر حول الرئيسي وأن قوة المد والجزر تتعلق فقط بقوة جذب الرئيسي. هذا الفرض هو تبسيط بحكم أن السقوط الحر ينطبق فقط على مركز الكوكب.
قوة سحب الجاذبية {\displaystyle F_{\text{G}}} للكتلة {\displaystyle u} باتجاه قمر كتلته {\displaystyle m} ونصف قطره {\displaystyle r} يمكن التعبير عنها وفقا لـقانون التجاذب المادي.
{\displaystyle F_{\text{G}}={\frac {Gmu}{r^{2}}}}
قوة المد والجزر {\displaystyle F_{\text{T}}} المؤثرة على الكتلة {\displaystyle u} باتجاه الرئيسي الذي نصف قطره {\displaystyle R} وكتلته {\displaystyle M}، على بعد {\displaystyle d} بين مركزي الجسمين، يمكن التعبير عنها تقريبا بالصورة
{\displaystyle F_{\text{T}}={\frac {2GMur}{d^{3}}}}.
ويكون حد روش حين تتوازن قوة الجاذبية مع قوة المد والجزر
{\displaystyle F_{\text{G}}=F_{\text{T}}\;}
أو
{\displaystyle {\frac {Gmu}{r^{2}}}={\frac {2GMur}{d^{3}}}}،
وهذا يعطينا حد روش {\displaystyle d}، بالعلاقة
{\displaystyle d=r\left(2\,{\frac {M}{m}}\right)^{\frac {1}{3}}}.
يمكن التخلص من نصف قطر القمر في العلاقة عبر إعادة كتابتها بدلالة الكثافتين
{\displaystyle d=r\left({\frac {2\rho _{M}R^{3}}{\rho _{m}r^{3}}}\right)^{1/3}}،
والتي يمكن تبسيطها إلى:
{\displaystyle d=R\left(2\,{\frac {\rho _{M}}{\rho _{m}}}\right)^{\frac {1}{3}}\approx 1.26R\left({\frac {\rho _{M}}{\rho _{m}}}\right)^{\frac {1}{3}}}.

### حسابات الأقمار المائعة
من الصعوبة بمكان حساب حد روش بدقة للأقمار المائعة بطريقة جبرية. كان روش قد اشتق التقريب التالي
{\displaystyle d\approx 2.44R\left({\frac {\rho _{M}}{\rho _{m}}}\right)^{1/3}}
هناك تقريب أفضل يأخذ تفلطح الرئيسي وكتلة القمر بعين الاعتبار كما يلي:
{\displaystyle d\approx 2.423R\left({\frac {\rho _{M}}{\rho _{m}}}\right)^{1/3}\left({\frac {(1+{\frac {m}{3M}})+{\frac {c}{3R}}(1+{\frac {m}{M}})}{1-c/R}}\right)^{1/3}}
حيث {\displaystyle c/R} تفلطح الرئيسي.

## اقرأ أيضا
- قوانين كبلر
- نقاط لاغرانج
- حيز روش
- مد وجزر المجرات